# Applaudissement
 (décembre 2022).
- Si vous ne connaissez pas le sujet, laissez ce bandeau (vous pouvez alors contacter les auteurs).
- Si vous supprimez le contenu mis en cause (vous pouvez préalablement contacter les auteurs),

argumentez précisément cette suppression dans la page de discussion
(un manque de référence n'est pas un argument ; une recherche réelle de référence doit avoir été effectuée, être formellement documentée).

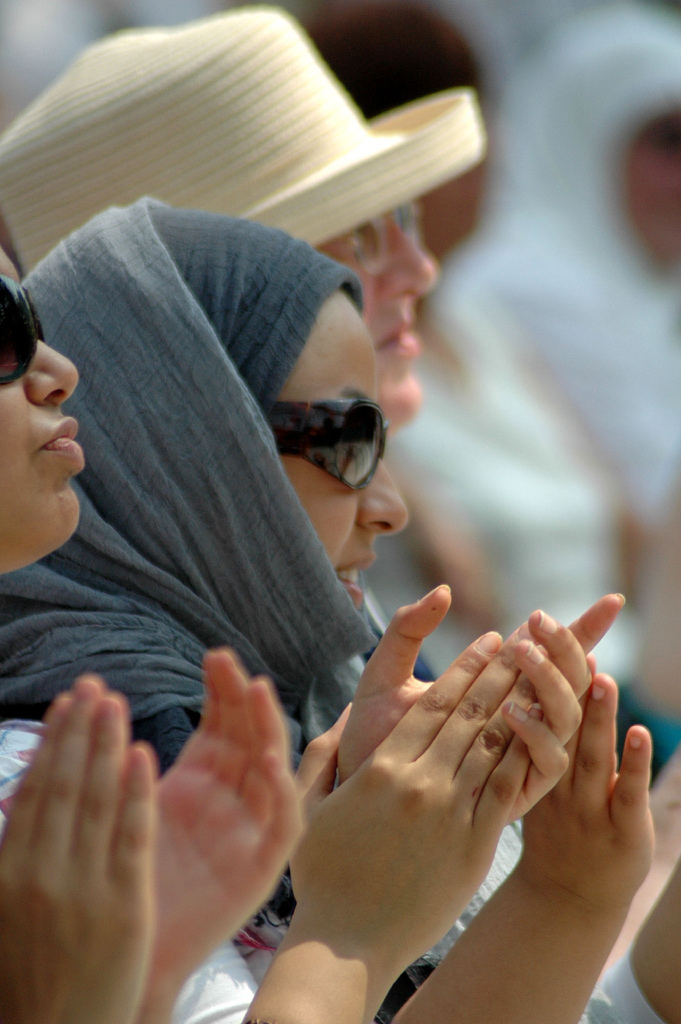
Applaudissements.

Un applaudissement est le battement des mains (plus ou moins rapide, plus ou moins vigoureux et sonore), généralement paume contre paume, d'un individu, d'un groupe ou de toute une foule pour exprimer son approbation, son admiration ou son enthousiasme.

## Circonstances et description
On entend des applaudissements, par exemple, en fin de spectacle (concert, pièce de théâtre), en fin ou au cours d'une réunion politique, lors de la remise d'un diplôme ou d'une médaille (à l'issue d'une compétition sportive), ou encore lors du passage du convoi funèbre d'une personnalité estimée.
Les applaudissements peuvent être accompagnés de « bravos », proférés très énergiquement, voire criés. Quand l'enthousiasme du public est particulièrement vif, on dit par exemple de l'intervenant à la tribune qu'il « déclenche un tonnerre d'applaudissements. »
Parfois, les applaudissements sont loin d'être spontanés. Il en est de même des rires lors d'émissions de radio ou de télévision (enregistrées ou en direct). Les applaudissements, jugés nécessaires à la bonne humeur revendiquée et pas toujours obtenue par les animateurs ou les concepteurs, sont donc ajoutés par montage-son ou provoqués par un chauffeur de salle, qui par un signal (geste ou panneau brandi à bout de bras) incite le public à se manifester en battant des mains, parfois selon le rythme qu'il impose.

## Origine supposée
La coutume d'applaudir s'étend à des formes variées de moyens de faire du bruit (par exemple, taper des pieds ou frapper sur une table).
Elle remonterait comme une forme d'expression émotionnelle aux  manifestations de joie , d'encouragement ou d’intimidations des premières sociétés humaines. Elle serait même innée.
Cette forme d'expression est mentionnée dans la Bible.
Mais c'est surtout dans le monde grec et romain antiques qu'il prend toute sa valeur sociale et politique par le biais du théâtre. L'acteur principal invitait le peuple à la fin de chaque pièce, à applaudir par solidarité avec les comédiens en lançant :  Valete et plaudite (Portez-vous bien et applaudissez).
Dans l'une de ses lettres, l'empereur romain Julien l'Apostat défend qu'on l'applaudisse dans un temple : « Si j'entre incognito dans un théâtre, applaudissez ; mais si c'est dans un temple, restez tranquilles et réservez vos applaudissements pour les dieux. ».
Au VIIe siècle, l’empereur byzantin Héraclius, se préparant à rencontrer un roi barbare, se demandait comment impressionner son adversaire. Il aurait alors mobilisé de nouvelles recrues, moins pour leurs compétences martiales que pour leur capacité à faire du bruit. Il les aurait engagées pour applaudir.
En Biélorussie, applaudir sans une autorisation d'un personnel défini est interdit.

## Type d'applaudissement
L'applaudissement s'obtient généralement en battant les deux mains paume contre paume. Certains psychologues comme Joseph Messinger affirment que la façon dont on frappe ses mains reflète le ressenti de la personne.
Il peut être également obtenu en tapant des pieds ou en frappant des poings, ou encore en frappant ses doigts de manière rapide sur une table (fréquemment utilisé à la Chambre des communes en Angleterre et au Canada pour marquer son assentiment à l'égard d'un orateur de son parti, ainsi que dans les universités germanophones pour féliciter un professeur ou un orateur).
Durant l'Euro 2016 de football, les supporters islandais effectuent un applaudissement au rythme particulier, le clapping. Cet applaudissement est par la suite réutilisé par les Français. Il apparaît également lors d'une interruption d'un concert de Bruce Springsteen à Paris. Des variantes du clapping sont utilisées par les supporters de l'Olympique Lyonnais, de l'ASVEL et de l'OGC Nice.
Parfois, l'applaudissement est pratiqué en claquant le dos de sa main dans le creux de l'autre main.

## Caractéristiques des applaudissements
Les applaudissements ont trois caractéristiques.
1. Intensité: niveau d'énergie avec lequel on applaudit
2. Rythme: vitesse de la répétition de l'applaudissement
3. Durée: Temps de l'applaudissement

En fonction de ces caractéristiques, les applaudissements peuvent être classés selon les catégories suivantes : criaillerie, absence, décharné, collectif, intense, et ovation[réf. nécessaire]. 

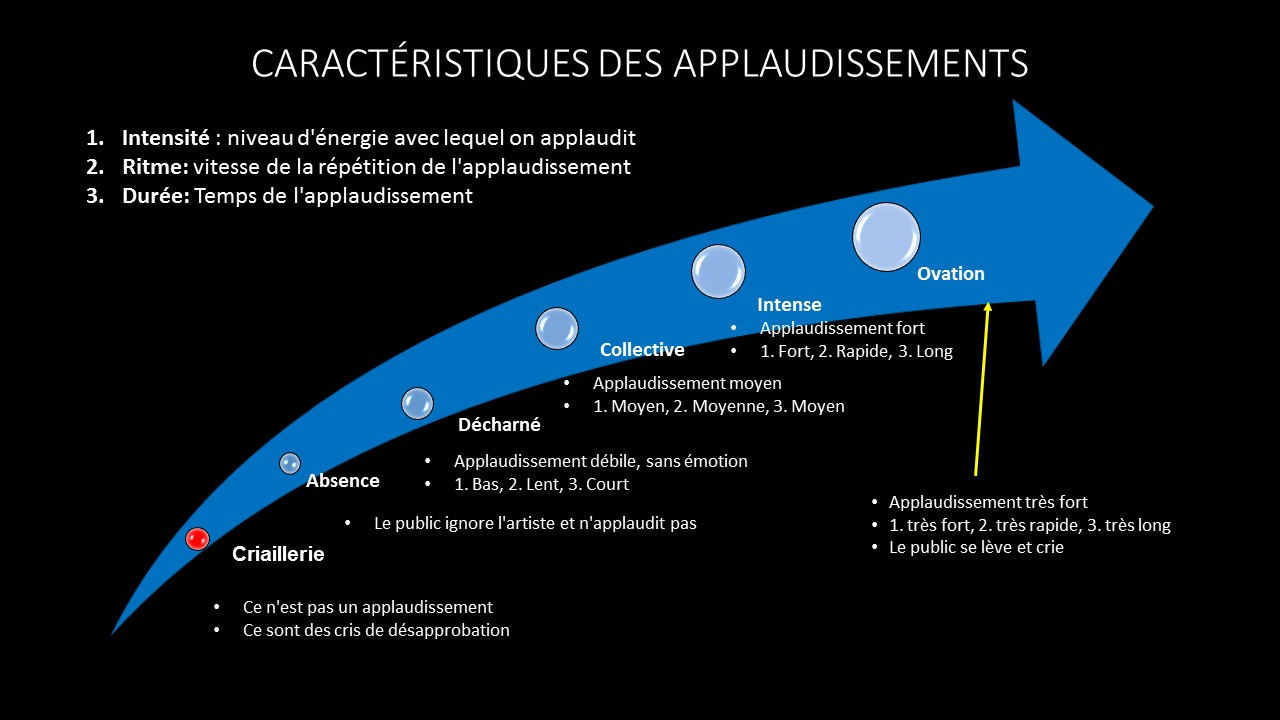
Caractéristiques des applaudissements.

## Concerts classiques
À l'époque de Bach et Mozart, les applaudissements et les cris en cours de concert sont habituels, voire sollicités par les compositeurs, y compris dans les lieux sacrés. C'est tout particulièrement le cas en France. Au XIXe siècle, les compositeurs du grand opéra et de la musique romantique ne cherchent plus à divertir le public mais à l'émouvoir, et conçoivent leur œuvre comme une seule pièce. En 1835, Robert Schumann affirme ainsi son souhait « d’organiser des concerts pour les sourds-muets, comme ça nous pourrions apprendre d’eux à bien se comporter pendant les concerts, surtout quand la musique est très belle ». Richard Wagner est le premier compositeur à imposer le silence lors de ses concerts. Pendant les concerts, les grandes salles parisiennes mettent en place des « claqueurs » (aussi appelés « romains »), chargés d'indiquer au public quand applaudir ; ils disparaissent au début du XXe siècle face à l'émergence d'un public mélomane. 
Après 1945, les manifestations sonores sont prohibées entre les mouvements des symphonies ou des concertos et seulement autorisées pour les opéras, ce que l'universitaire Jérôme-Henri Cailleux explique par l’arrivée de la radio qui permet d'écouter des œuvres sans interruption. Sacha Guitry déclare ainsi : « Quand on a entendu du Mozart, le silence qui suit est encore du Mozart ».  Cette règle tacite est parfois remise en cause aujourd'hui à la faveur de nouvelles formes de concert et de l’apparition dans les salles d’une nouvelle génération qui ne connaît pas tous les codes de la musique classique. La Marche de Radetzky reste une exception notable, le public est appelé à applaudir en rythme[réf. nécessaire].

## Exemples

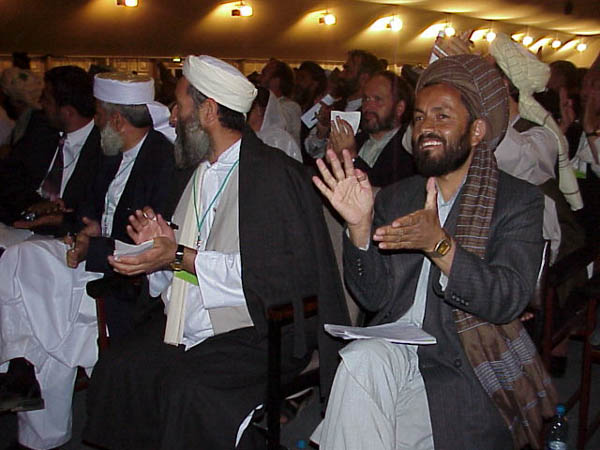
Satisfaction de délégués afghans à Kabul, en 2002, lors de la proclamation des résultats à des élections.
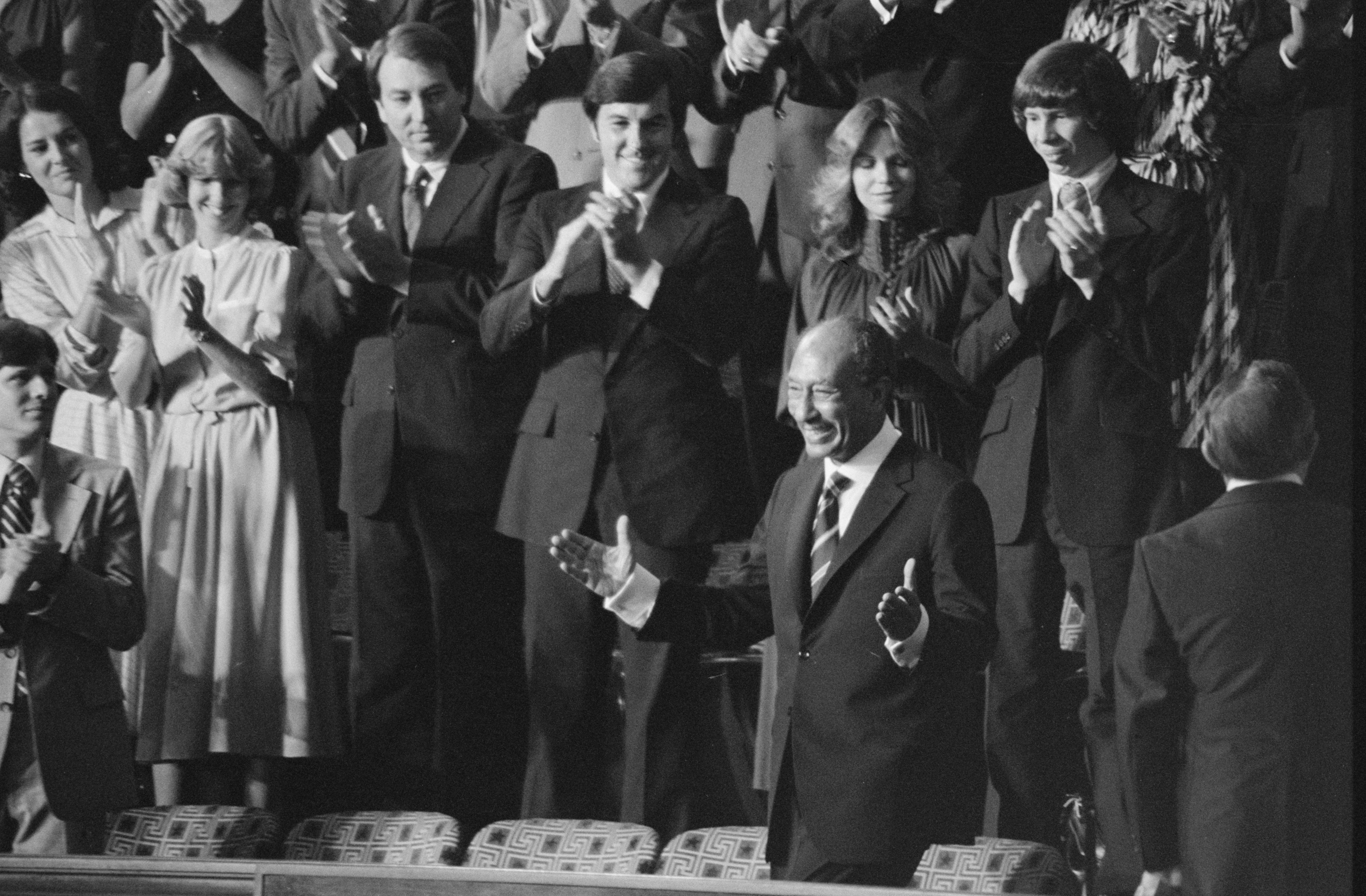
Rencontre politique d'importance au Congrès des États-Unis en septembre 1978.
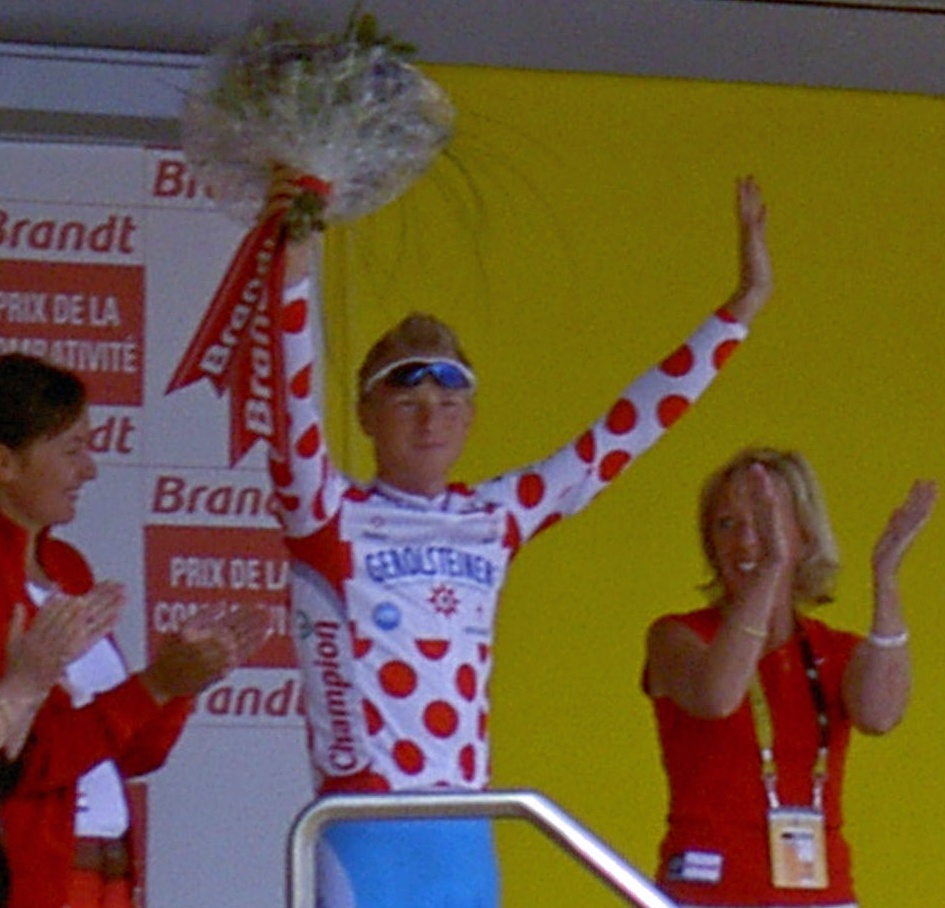
Podium après une étape en 2005.

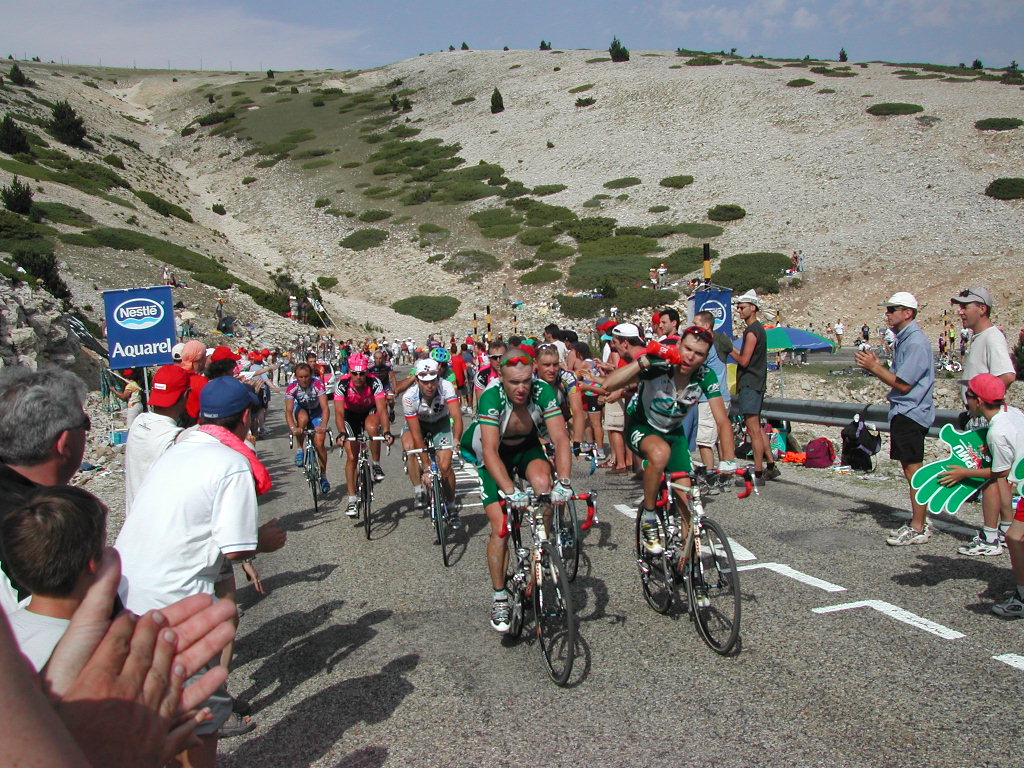
Public applaudissant Erik Zabel dans la montée du mont Ventoux en 2002.
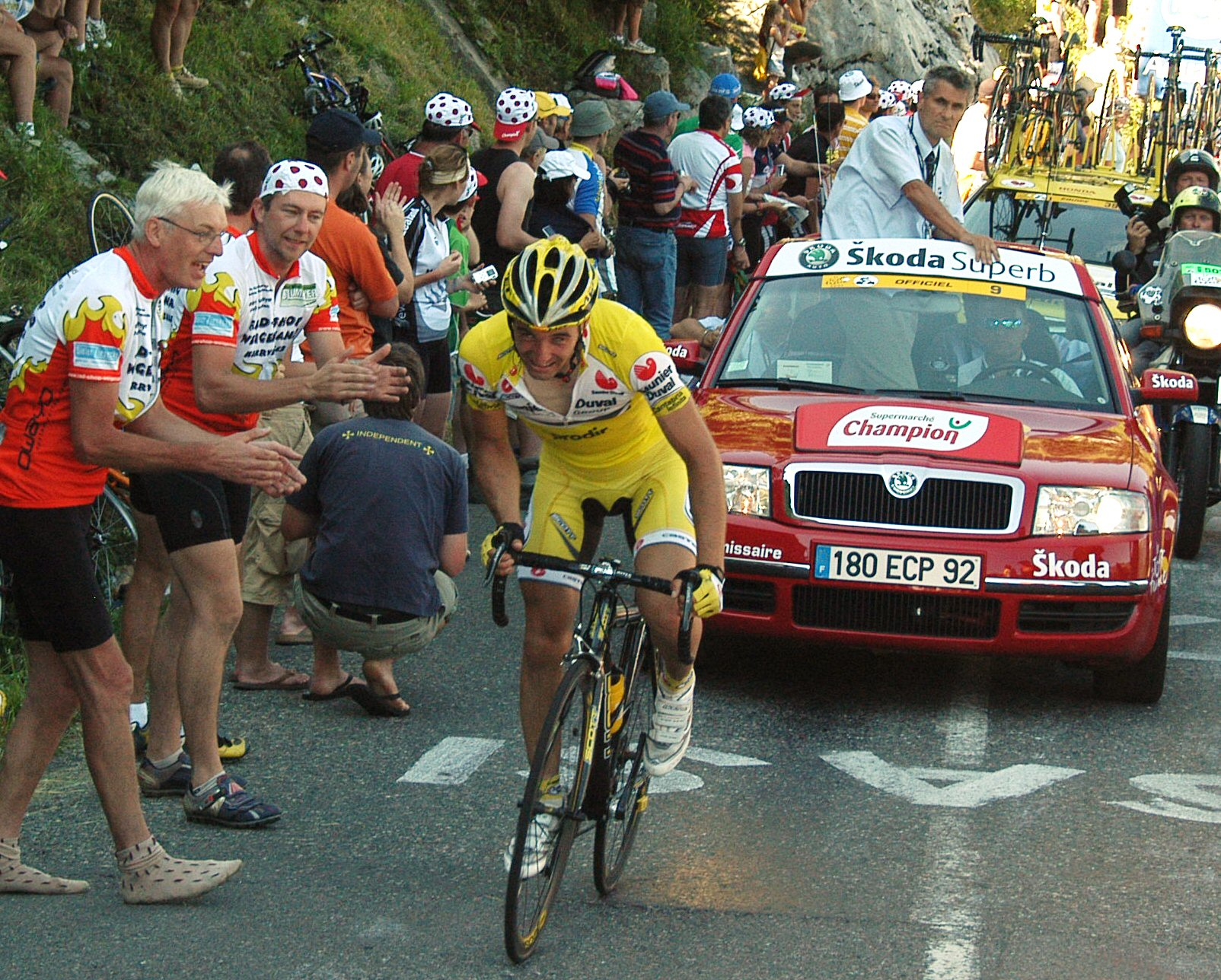
À l'assaut du col de la Colombière en 2007.

### Ouvrage
- Jimi Bernard Vialaret, L'applaudissement : Claques et cabales, L'Harmattan, coll. « Univers musical », 2008, 434 p. (ISBN 978-2-296-05417-2 et 978-2296054172)

### Articles
Sur la dimension sociologique
- David Victoroff, « L'applaudissement : une conduite sociale », L'Année sociologique, Presses universitaires de France, no 8,‎ 1955-56, p. 131-171
- (en) John Heritage et David Greatbatch, « Generating Applause: A Study of Rhetoric and Response at Party Political Conferences », American Journal of Sociology, no 92,‎ 1986, p. 110-157

Sur l'aspect acoustique et physique
- (en) Richard P. Mann, Jolyon Faria, David J. T. Sumpter et Jens Krause, « The dynamics of audience applause », Interface (Journal of the Royal Society), no 10,‎ 2013 (lire en ligne)
- (en) Z. Néda, E. Ravasz, Y. Brechet, T. Vicsek et A.-L. Barabási, « Self-organizing processes: The sound of many hands clapping », Nature, no 403,‎ 2000, p. 849-850
- Bruno H. Repp, « The sound of two hands clapping: An exploratory study », The Journal of the Acoustical Society of America, Acoustical Society of America, no 81,‎ 1987 (présentation en ligne)
- (en) Z. Néda, E. Ravasz, Y. Brechet, T. Vicsek et A.-L. Barabási, « Physics of the rhythmic applause », Physics, no 61,‎ 2000 (présentation en ligne)

### Thèses universitaires
- Jimi Bernard Vialaret, De l'applaudissement : essai analytique et typologie d'un phénomène théâtral, Université Bordeaux-Montaigne, 2006 (publiée en 2008 sous le titre L'applaudissement : Claques et cabales).
- Jérôme-Henri Cailleux, Applaudissement et grande musique : histoire et significations d'un geste d'aujourd'hui, Université Paris-Sorbonne, 2000.